# Miserentissimus Redemptor
Miserentissimus Redemptor es el título de la 11.ª encíclica del papa Pío XI, datada el 8 de mayo de 1928,  sobre la devoción al Sagrado Corazón, refiriéndose especialmente a la necesidad de reparar y desagraviar a Jesús por nuestros pecados y los de toda la humanidad. 

## Contenido
El papa comienza la encíclica recordando el cuidado que Jesús prometió a sus discípulos. 

Miserentissimus Redemptor noster cum in ligno Crucis salutem humano generi peperisset, ante quam de hoc mundo ad Patrem adscenderet, anxios ut consolaretur apostolos discipulosque suos: «Ecce – inquit – ego vobiscum sum omnibus diebus usque ad consummationem saeculi». Vox quidem ista, sane periucunda, omnis ;est spei effectrix ac securitatis; eademque, Venerabiles Fratres, facile Nobis succurrit, quotiescumque de editiore hac quasi specula et universam hominum societatem tantis malis miseriisque laborantem et Ecclesiam ipsam, oppugnationibus sine ulla mora pressam ó nsidiisque, circumspicimus
Nuestro Misericordiosísimo Redentor, después de conquistar la salvación del linaje humano en el madero de la Cruz y antes de su ascensión al Padre desde este mundo, dijo a sus apóstoles y discípulos, acongojados de su partida, para consolarles: «Mirad que yo estoy con vosotros todos los días hasta el fin del mundo». Voz dulcísima, prenda de toda esperanza y seguridad; esta voz, venerables hermanos, viene a la memoria fácilmente cuantas veces contemplamos desde esta elevada cumbre la universal familia de los hombres, de tantos males y miserias trabajada, y aun la Iglesia, de tantas impugnaciones sin tregua y de tantas asechanzas oprimida.

Explica el papa a continuación como esa promesa alentó a los Apóstoles en su misión de extender el evangelio, y del mismo modo a cuidado a la Iglesia a lo largo de los siglos. Un cuidado que no ha disminuido en los tiempos actuales, aunque algunos los desconozcan o desdeñen. De ahí las quejas de Jesús a Santa Margarita María de Alacoque, ante la falta de correspondencia de tantos, y la necesidad de recordar el amor misericordioso que Jesús nos tiene. 
Por esto. sigue la encíclica, en tiempos recientes León XIII, en la encíclica Annum sacrum, declaró: 

Pues, así como en otro tiempo quiso Dios que a los ojos del humano linaje que salía del arca de Noé resplandeciera como signo de pacto de amistad «el arco que aparece en las nubes», así en los turbulentísimos tiempos de la moderna edad, serpeando la herejía jansenista, la más astuta de todas, enemiga del amor de Dios y de la piedad, que predicaba que no tanto ha de amarse a Dios como padre cuanto temérsele como implacable juez, el benignísimo Jesús mostró su corazón como bandera de paz y caridad desplegada sobre las gentes, asegurando cierta la victoria en el combate
Encíclica Miserentissimus Redemptor AAS vol. 20, pp. 166-167.

considerando que en la devoción al Sagrado Corazón se contiene la suma de toda la religión y la norma de vida más perfecta, el papa valora la consagración del Corazón de Jesús realizada por León XIII, como manifestación del deseo de que Cristo reine en el mundo. Por lo demás no se puede dudar que  tal como Jesucristo prometió a Santa Margarita María de Alacoque: "todos aquellos que con esta devoción honraran su Corazón, serían colmados con gracias celestiales»."
Quiere el papa ahora señalar, como una consecuencia de esa devoción, la necesidad de reparar y expirar por las ofensas a Dios y la misericordia del Sagrado Corazón:

Si lo primero y principal de la consagración es que al amor del Creador responda el amor de la criatura, síguese espontáneamente otro deber: el de compensar las injurias de algún modo inferidas al Amor increado, si fue desdeñado con el olvido o ultrajado con la ofensa. A este deber llamamos vulgarmente reparación.
Encíclica Mirentissimus Redemptor, AAS vol. 20 p. 177

Habiendo expuesto la necesidad de reparación, el papa establece que en la fiesta del Sagrado Corazón de Jesús, cuya categoría litúrgica refuerza, se rece solemnemente un acto de reparación, utilizando una oración de expiación que incluye la pie de la encíclica. Concluye el papa la encíclica presentando a la Virgen María los deseos que expone en la encíclica, y acudiendo a su intercesión con Cristo.
Tras la encíclica, en el mismo volumen del Acta Apostolicae Sedis, se publica  una "Oración expiatoria al Sagrado Corazón de Jesús", en varios idiomas: latín, italiano, francés, español, portugués, inglés, alemán y polaco, a cuyo rexo se le concede, mediante oficio de las Sagrada Penitenciaria Apostólica, una indulgencia parcial de 300 días y plenaria si se reza diariamente durante un mes